# Further/Deeper
Further/Deeper (en español: Más lejos, más profundo) es el decimoquinto álbum de estudio de la banda australiana The Church. Fue publicado el 17 de octubre de 2014 bajo su imprenta Unorthodox, siendo el primer material grabado con el guitarrista Ian Haug luego de la partida silenciosa de Marty Willson-Piper de la banda.

## Contexto
Grabaciones para nuevo material fueron turbulentas, en un principio Steve Kilbey estuvo abiertamente arraigado en un conflicto legal con el sello estadounidense Second Motion Records, quienes se encargaron de la distribución de su álbum previo y las reediciones de materiales pasados, amenazando con dejar la banda en octubre de 2012. En una entrevista realizada por The Music en diciembre del mismo año, Kilbey expresaba sobre el conflicto: “a veces, el problema de la democracia es que nada funciona. Y en la democracia de The Church, basta con que una persona diga que no y queda fuera de la agenda”.
A finales de noviembre de 2013, Kilbey anuncia la inclusión de Ian Haug, guitarrista de Powderfinger, como reemplazo inmediato de Willson-Piper, debido a que “no estaba disponible” y anunciando haber compuesto 16 canciones nuevas. Con la inclusión de Haug en las grabaciones, Kilbey destaca su contribución al añadir un sonido más intenso y con músculo.

## Lista de canciones
| N.º      | Título                | Duración |  |
| 1.       | «Vanishing Man»       | 4:46     |  |
| 2.       | «Delirious»           | 4:44     |  |
| 3.       | «Pride Before a Fall» | 4:19     |  |
| 4.       | «Toy Head»            | 6:32     |  |
| 5.       | «Laurel Canyon»       | 4:23     |  |
| 6.       | «Love Philtre»        | 6:08     |  |
| 7.       | «Globe Spinning»      | 5:56     |  |
| 8.       | «Old Coast Road»      | 4:20     |  |
| 9.       | «Lightning White»     | 6:09     |  |
| 10.      | «Let Us Go»           | 4:24     |  |
| 11.      | «Volkano»             | 6:07     |  |
| 12.      | «Miami»               | 8:48     |  |
| 01:06:34 |                       |          |  |

| Bonus tracks |                       |          |  |
| N.º          | Título                | Duración |  |
| 13.          | «Marine Drive»        | 3:37     |  |
| 14.          | «The Girl is Buoyant» | 3:51     |  |
| 15.          | «Xmas»                | 5:34     |  |
| 01:18:06     |                       |          |  |

## Posicionamiento en listas
| Listas (2014)           | Mejor posición |
| ----------------------- | -------------- |
| Australia (ARIA Charts) | 50             |